# Киш, Эрнё
Эрнё Киш (венг. Kiss Ernő, нем. Ernst Kiss von Ellemér und Ittebe; 13 июня 1799, Тимишоара — 6 октября 1849, Арад) — венгерский генерал, один из участников Венгерской революции 1848 года. Считается одним из «Тринадцати мучеников Арада» — венгерских генералов, казнённых после поражения революции.

## Биография
Родился в богатой дворянской семье армянского происхождения. После окончания в 1818 году военного училища в Вене Киш служил в Императорском кавалерийском полку. С 1845 года был командиром 2-го (Ганноверского) гусарского полка. Когда разразилась революция 1848 года, Киш перешёл со своим полком на сторону венгерского правительства и участвовал в боях с сербскими повстанцами. На его счету первая крупная венгерская победа в южных районах, когда 2 сентября того же года он захватил сербский лагерь в Перласе. 
Перед битвой при Пакозде Лайош Баттьяни хотел назначить Эрнё Киша командующим венгерской армией, однако этого не произошло, поскольку сражаться против хорватов вызвался Янош Мога. Двенадцатого октября он получил звание генерал-майора и принял командование венгерскими войсками в Банате. Произведен в генерал-лейтенанты 12 декабря, но после битвы при Панчево 2 января 1849 года передал командование Яношу Дамьяничу. После капитуляции в Вилагоше русские захватили Киша и передали его австрийским имперским властям.
Эрне Киш вместо повешения был приговорен к смертной казни через расстрел, поскольку он не командовал войсками, воевавшими непосредственно с австрийскими частями императорской армии. 